# گلن موریسن
گلن موریسن (انگلیسی: Glenn Morrison؛ زادهٔ ۱۲ سپتامبر ۱۹۸۵) موسیقی‌دان، دی‌جی، تهیه‌کننده موسیقی و مهندس مسترینگ اهل کانادا است. وی از سال ۲۰۰۵ میلادی تاکنون مشغول فعالیت بوده‌است.
او دانش‌آموختهٔ کنسرتوار سلطنتی کانادا در تورنتو است و تاکنون دو مرتبه نامزد دریافت جایزه جونو بوده است.